# Encalypta vittiana
Encalypta vittiana là một loài rêu trong họ Encalyptaceae. Loài này được D.G. Horton mô tả khoa học đầu tiên năm 1979.